# KNVB beker 1992-1993
La Coppa d'Olanda 1992-1993 fu la 75ª edizione della coppa nazionale di calcio dei Paesi Bassi.

## 1º Turno
Giocati il 29 e 30 agosto 1992
| Squadra 1     | Risultato | Squadra 2       |
| ------------- | --------- | --------------- |
| DETO          | 2 - 0     | De Valleivogels |
| DVS '33       | 1 - 4     | Noordwijk       |
| Genemuiden    | 0 - 3     | Katwijk         |
| Enschede      | 3 - 0     | SV Meerssen     |
| VV Aalsmeer   | 2 - 4     | DOVO            |
| Achilles 1894 | 2 - 2     | Quick '20       |
| DWV           | 2 - 1     | BVV             |
| RKSV DCG      | 1 - 0     | SV Panningen    |
| VV TSC        | 0 - 1     | GVVV            |
| SC Woerden    | 0 - 1     | EHC/Villa Nova  |

## 2º Turno
Giocati il 18, 19 e 20 settembre 1992.
| Squadra 1       | Risultato   | Squadra 2       |
| --------------- | ----------- | --------------- |
| Go Ahead Eagles | 2 - 0       | Eindhoven       |
| Haarlem         | 1 - 2       | Volendam        |
| VV Naaldwijk    | 0 - 1       | Helmond Sport   |
| Quick Boys      | 1 - 2       | De Graafschap   |
| RCH             | 0 - 5       | Willem II       |
| VV Rheden       | 2 - 3       | Telstar         |
| Enschede        | 0 - 1       | Excelsior       |
| VVV-Venlo       | 4 - 1       | Kozakken Boys   |
| Heerenveen      | 7 - 1       | GVVV            |
| Heracles Almelo | 4 - 3       | DETO            |
| Achilles 1894   | 1 - 1 (dts) | Den Bosch       |
| ACV             | 0 - 1       | Veendam         |
| ADO Den Haag    | 6 - 0       | RKSV Halsteren  |
| RKSV DCG        | 1 - 0       | N.E.C.          |
| Dordrecht       | 3 - 0       | RBC Roosendaal  |
| DOVO            | 0 - 3       | AZ Alkmaar      |
| DWV             | 0 - 2       | Cambuur         |
| HFC EDO         | 0 - 0 (dts) | Fortuna Sittard |
| EHC/Villa Nova  | 1 - 3       | TOP Oss         |
| Emmen           | 4 - 3       | NAC Breda       |
| Zwolle          | 3 - 0       | Katwijk         |

## 3º Turno
Giocati il 28 ottobre 1992
| Squadra 1        | Risultato   | Squadra 2       |
| ---------------- | ----------- | --------------- |
| MVV              | 1 - 0       | Veendam         |
| Cambuur          | 0 - 3       | Heerenveen      |
| TOP Oss          | 5 - 1       | Roda JC         |
| Vitesse          | 3 - 0       | ADO Den Haag    |
| Volendam         | 2 - 4       | PSV             |
| VVV-Venlo        | 3 - 7       | Ajax            |
| Sparta Rotterdam | 5 - 1       | Telstar         |
| Fortuna Sittard  | 1 - 0 (dts) | AZ Alkmaar      |
| RKSV DCG         | 1 - 2       | Zwolle          |
| Den Bosch        | 2 - 0       | Heracles Almelo |
| Groningen        | 3 - 0       | Dordrecht       |
| Twente           | 4 - 2       | Willem II       |
| Utrecht          | 3 - 2       | Emmen           |
| Feyenoord        | 7 - 0       | Go Ahead Eagles |
| De Graafschap    | 0 - 1       | Excelsior       |
| Helmond Sport    | 0 - 1       | RKC Waalwijk    |

## Ottavi
Giocati il 2 dicembre 1992.
| Squadra 1        | Risultato | Squadra 2  |
| ---------------- | --------- | ---------- |
| Den Bosch        | 2 - 1     | Vitesse    |
| Groningen        | 2 - 1     | Excelsior  |
| Feyenoord        | 3 - 1     | TOP Oss    |
| PSV              | 2 - 1     | Utrecht    |
| RKC Waalwijk     | 1 - 4     | Zwolle     |
| Sparta Rotterdam | 0 - 2     | Twente     |
| Fortuna Sittard  | 0 - 1     | Heerenveen |
| Ajax             | 3 - 0     | MVV        |

## Quarti
Giocati il 17 febbraio 1993.
| Squadra 1  | Risultato   | Squadra 2 |
| ---------- | ----------- | --------- |
| Den Bosch  | 2 - 0       | Groningen |
| Heerenveen | 2 - 1 (dts) | PSV       |
| Twente     | 2 - 4 (dts) | Ajax      |
| Zwolle     | 1 - 1 (dts) | Feyenoord |

## Semifinali
Giocate il 30 e 31 marzo 1993.
| Squadra 1  | Risultato | Squadra 2 |
| ---------- | --------- | --------- |
| Heerenveen | 2 - 1     | Den Bosch |
| Feyenoord  | 0 - 5     | Ajax      |

## Finale
Giocata il 20 maggio 1993.
| Squadra 1 | Risultato | Squadra 2  |
| --------- | --------- | ---------- |
| Ajax      | 6 - 2     | Heerenveen |

|  | Ajax | 6 – 2 | Heerenveen |  |